# Історія про Аттілу
«Історія про Аттілу» (біл.«Гісторыя пра Атылу») — пам'ятка перекладної літератури Білорусі другої половини 16 століття, білоруський переклад історії угорського письменника Міклаша Олаха, зроблений з польського друкованого видання 1574 року. Збереглася в єдиному списку, так званому Познанському збірнику (1580 р.), який походить з Новогрудка. У роботі описані події V століття, епохи «великого переселення народів», описані також військові походи племен гунів, яких очолював «кий Божий» Аттіла, до Італії та Франції, облога міст, знаменита Каталаунська битва. Аттіла показаний як великий ватажок, як позитивний герой європейської історії. Твір відображає погляди передових угорських кіл епохи Відродження, які перед османською загрозою мріяли про мудрого і потужного вождя. Переклад цієї історії білоруською мовою свідчить про великий інтерес у Білорусі 16-го століття до творів історичної та героїчної тематики, до історії країн і народів. Білоруський переклад виконаний у світському стилі старобілоруської мови, вільному від архаїчних старослов'янських елементів.

## Угорський твір
- Zoltán, A. Oláh Miklós Athila című munkájának XVI. századi lengyel és fehérorosz fordítása / András Zoltán. — Nyíregyháza: Nyíregyházi Főisk. Ukrán és Ruszin Filológiai Tansz.; [Veszprém]: VE Tanárképző Kara; [Budapest]: ELTE Ukrán Filológiai Tansz., 2004. — (Dimensiones culturales et urbariales Regni Hungariae; 6).